# 訃報 1974年8月
訃報 1974年8月（ふほう 1974ねん8がつ）では、1974年（昭和49年）8月中に物故した、又は物故が報じられた人物についてまとめる。

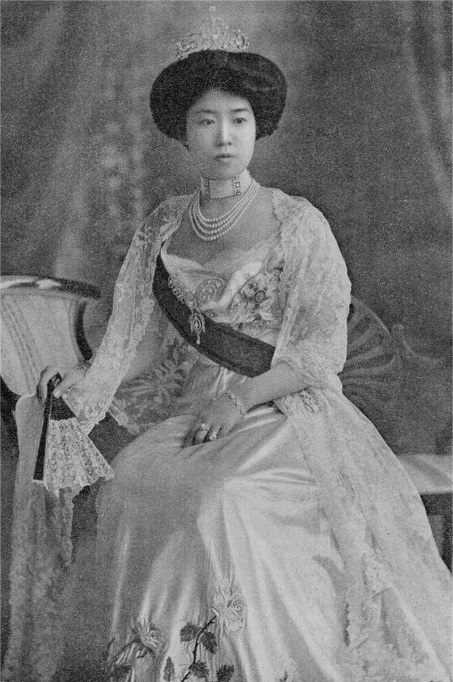
北白川房子 / 8月11日没

チャールズ・リンドバーグ / 8月24日没

## （1日 - 15日）
- 8月1日 - 大沼貞蔵、医師・医学博士（* 1893年）
- 8月3日 - ヨアヒム・リッター、哲学者（* 1903年）
- 8月6日 - 田中秀央、言語学者（* 1886年）
- 8月7日 - 杉寛、俳優（* 1889年）
- 8月8日 - バルドゥール・フォン・シーラッハ、ヒトラー・ユーゲントの指導者（* 1907年）
- 8月8日 - いわさきちひろ、画家（* 1918年）
- 8月9日 - 細田源吉、小説家（* 1891年）
- 8月10日 - 堀一郎、宗教学者（* 1910年）
- 8月11日 - 北白川房子、旧皇族（* 1890年）
- 8月12日 - 松岡辰郎、9代目東宝代表取締役社長（* 1904年）
- 8月12日 - 中村白葉、ロシア文学者（* 1890年）
- 8月13日 - 羽溪了諦、仏教学者・僧侶（* 1883年）
- 8月14日 - 大倉精一、労働運動家・政治家（* 1905年）

## （16日 - 31日）
- 8月18日 - 坂口淳、作詞家（* 1908年）
- 8月19日 - 本多侃士、物理学者（* 1899年）
- 8月19日 - 大久保徳二郎、作曲家・編曲家・映画音楽家（* 1908年）
- 8月22日 - 荒尾興功・陸軍軍人・官僚（* 1902年）
- 8月23日 - 横河時介、実業家（* 1896年）
- 8月24日 - チャールズ・リンドバーグ、飛行家（* 1902年）
- 8月27日 - 千葉琴月、女流音曲師（* 1889年）
- 8月27日 - 石渡満子、裁判官・弁護士（* 1905年）
- 8月29日 - 柴山全慶、禅僧（* 1894年）
- 8月31日 - 阿部静枝、歌人・評論家（* 1899年）